# Gymnastique aux Jeux panaméricains de 2019
Navigation
2015
Les compétitions de gymnastique aux Jeux panaméricains de 2019 ont lieu du 27 juillet au 5 août 2019 à Lima, au Pérou. 

## Médaillés

### Gymnastique artistique

#### Hommes
| Épreuves                     | Or                                                                                   | Argent                                                                           | Bronze                                                                           |
| ---------------------------- | ------------------------------------------------------------------------------------ | -------------------------------------------------------------------------------- | -------------------------------------------------------------------------------- |
| Concours général par équipes | Brésil Francisco Barretto Arthur Nory Luís Guilherme Porto Caio Souza Arthur Zanetti | États-Unis Cameron Bock Grant Breckenridge Brody Malone Robert Neff Genki Suzuki | Canada Zachary Clay René Cournoyer Justin Karstadt Cory Paterson Samuel Zakutney |
| Concours général individuel  | Caio Souza (BRA)                                                                     | Arthur Nory (BRA)                                                                | Cory Paterson (CAN)                                                              |
| Sol                          | Tomás González (CHI)                                                                 | Robert Neff (USA)                                                                | Andrés Martínez (COL)                                                            |
| Cheval d'arçons              | Francisco Barretto (BRA)                                                             | Robert Neff (USA)                                                                | Carlos Calvo (COL)                                                               |
| Anneaux                      | Fabian de Luna (MEX)                                                                 | Arthur Zanetti (BRA)                                                             | Federico Molinari (ARG)                                                          |
| Saut de cheval               | Audrys Nin Reyes (DOM)                                                               | Jorge Vega (GUA)                                                                 | Alejandro de la Cruz (CUB)                                                       |
| Barres parallèles            | Isaac Núñez (MEX)                                                                    | Caio Souza (BRA)                                                                 | Cameron Bock (USA)                                                               |
| Barre fixe                   | Francisco Barretto (BRA)                                                             | Arthur Nory (BRA)                                                                | Huber Godoy (CUB)                                                                |

#### Femmes
| Épreuves                     | Or                                                                          | Argent                                                                             | Bronze                                                                           |
| ---------------------------- | --------------------------------------------------------------------------- | ---------------------------------------------------------------------------------- | -------------------------------------------------------------------------------- |
| Concours général par équipes | États-Unis Kara Eaker Aleah Finnegan Morgan Hurd Riley McCusker Leanne Wong | Canada Ellie Black Brooklyn Moors Shallon Olsen Isabela Onyshko Victoria-Kayen Woo | Brésil Jade Barbosa Thais Fidelis Lorrane Oliveira Carolyne Pedro Flávia Saraiva |
| Concours général individuel  | Ellie Black (CAN)                                                           | Riley McCusker (USA)                                                               | Flávia Saraiva (BRA)                                                             |
| Saut de cheval               | Ellie Black (CAN)                                                           | Yesenia Ferrera (CUB)                                                              | Shallon Olsen (CAN)                                                              |
| Barres asymétriques          | Riley McCusker (USA)                                                        | Leanne Wong (USA)                                                                  | Ellie Black (CAN)                                                                |
| Poutre                       | Kara Eaker (USA)                                                            | Ellie Black (CAN)                                                                  | Riley McCusker (USA)                                                             |
| Sol                          | Brooklyn Moors (CAN)                                                        | Kara Eaker (USA)                                                                   | Flávia Saraiva (BRA)                                                             |

### Gymnastique rythmique

#### Individuel
| Épreuves                    | Or                    | Argent                 | Bronze                |
| --------------------------- | --------------------- | ---------------------- | --------------------- |
| Concours général individuel | Evita Griskenas (USA) | Camilla Feeley (USA)   | Natália Gaudio (BRA)  |
| Ballon                      | Evita Griskenas (USA) | Katherine Uchida (CAN) | Camilla Feeley (USA)  |
| Massues                     | Camilla Feeley (USA)  | Natalie Garcia (CAN)   | Evita Griskenas (USA) |
| Cerceau                     | Evita Griskenas (USA) | Katherine Uchida (CAN) | Camilla Feeley (USA)  |
| Ruban                       | Evita Griskenas (USA) | Bárbara Domingos (BRA) | Karla Diaz (MEX)      |

#### Groupe
| Épreuves                     | Or                                                                                     | Argent                                                                                                 | Bronze                                                                            |
| ---------------------------- | -------------------------------------------------------------------------------------- | --- | --------------------------------------------------------------------------------- |
| Concours général par groupes | Mexique Ana Galindo Adriana Hernandez Mildred Maldonado Britany Sainz Karen Villanueva | États-Unis Isabelle Connor Yelyzaveta Merenzon Elizaveta Pletneva Nicole Sladkov Kristina Sobolevskaya | Brésil Vitoria Guerra Deborah Medrado Nicole Pircio Camila Rossi Beatriz da Silva |
| 5 ballons                    | Mexique Ana Galindo Adriana Hernandez Mildred Maldonado Britany Sainz Karen Villanueva | États-Unis Isabelle Connor Yelyzaveta Merenzon Elizaveta Pletneva Nicole Sladkov Kristina Sobolevskaya | Brésil Vitoria Guerra Deborah Medrado Nicole Pircio Camila Rossi Beatriz da Silva |
| 3 cerceaux + 2 massues       | Brésil Vitoria Guerra Deborah Medrado Nicole Pircio Camila Rossi Beatriz da Silva      | Mexique Ana Galindo Adriana Hernandez Mildred Maldonado Britany Sainz Karen Villanueva                 | Cuba Claudia Arjona Melissa Kindelán Tatiana Frometa Elaine Rojas Danay Utria     |

### Trampoline
| Épreuves          | Or                    | Argent                   | Bronze              |
| ----------------- | --------------------- | ------------------------ | ------------------- |
| Individuel hommes | Jérémy Chartier (CAN) | Jeffrey Gluckstein (USA) | Ruben Padilla (USA) |
| Individuel femmes | Samantha Smith (CAN)  | Nicole Ahsinger (USA)    | Dafne Navarro (MEX) |

## Tableau des médailles
| Rang  | Nation                 | Or | Argent | Bronze | Total |
| ----- | ---------------------- | -- | ------ | ------ | ----- |
| 1     | États-Unis             | 8  | 11     | 6      | 25    |
| 2     | Brésil                 | 5  | 5      | 6      | 16    |
| 3     | Canada                 | 5  | 5      | 4      | 14    |
| 4     | Mexique                | 4  | 1      | 2      | 7     |
| 5     | Chili                  | 1  | 0      | 0      | 1     |
| 5     | République dominicaine | 1  | 0      | 0      | 1     |
| 7     | Cuba                   | 0  | 1      | 3      | 4     |
| 8     | Guatemala              | 0  | 1      | 0      | 1     |
| 9     | Colombie               | 0  | 0      | 2      | 2     |
| 10    | Argentine              | 0  | 0      | 1      | 1     |
| Total | Total                  | 24 | 24     | 24     | 72    |